# Ducato di Glogau
Il ducato di Glogau o ducato di Głogów (in polacco: Księstwo głogowskie, in ceco: Hlohovské knížectví, in tedesco: Herzogtum Glogau) era uno dei ducati della Slesia governati dai Piast di Slesia, e la cui capitale era Głogów nella Bassa Slesia.

## Storia
Nel 1177, sotto il governo di Corrado Laskonogi, il figlio più giovane dell'alto duca Ladislao II l'Esiliato di Polonia, la città di Głogów era già diventata capitale di un ducato a sé stante. Tuttavia quando Corrado morì tra il 1180 ed il 1190, il suo ducato fu nuovamente ereditato dal fratello maggiore Boleslao I l'Alto, duca di Breslavia. Dopo la morte del nipote di Boleslao, il duca Enrico II il Pio nella battaglia di Legnica del 1241, i suoi figli nel 1248 divisero tra loro il ducato basso slesiano di Breslavia tra di loro. Corrado I, bambino alla morte del padre, rivendicò anche i suoi diritti nel 1251 e ricevette il territorio settentrionale di Głogów da suo fratello maggiore Boleslao II il Calvo, allora duca di Legnica.

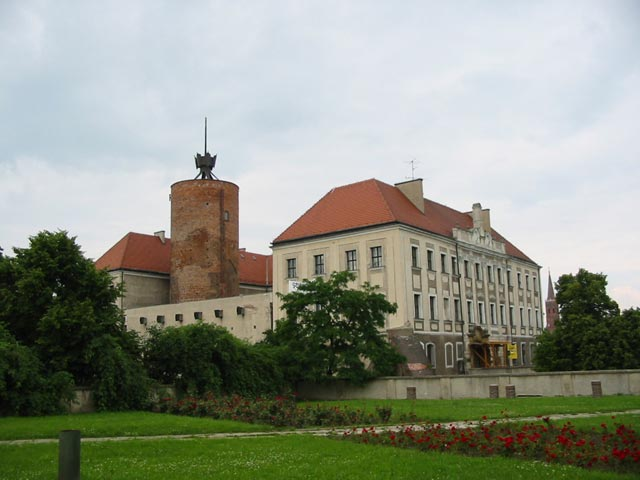
Il castello di Głogów (inizialmente un gord di legno; i muri di mattoni furono costruiti dopo il 1291)

Sotto il regno del figlio di Corrado, Enrico III il principato divenne più piccolo, mentre la frammentazione e la divisione continuavano, e altri ducati più piccoli furono separati da esso come Ścinawa (Steinau, Stínava) e Żagań (Sagan, Zaháň) nel 1273 così come i ducati di Oleśnica (Oels, Olešnice) e Wołów (Wohlau, Volov) nel 1312. Dopo che il figlio di Enrico, Przemko II era morto nel 1331 senza eredi, il re Giovanni I di Boemia fu in grado di impadronirsi del ducato come feudo del regno di Boemia e lo concesse al duca della dinastia Piast Enrico I di Świdnica sei anni dopo. Poiché Enrico I non lasciò prole, il figlio di re Giovanni, Carlo IV incorporò una metà di Głogów nella corona di Boemia, concedendo la metà rimanente al duca Enrico V di Ferro di Żagań nel 1349.
Quando nel 1476 il ramo di Głogów della dinastia Piast si estinse con la morte di Enrico XI, lotte per la sua successione scoppiarono tra suo cugino, il duca Giovanni II il Pazzo di Żagań e l'elettore Alberto III Achille di Brandeburgo, padre della vedova di Enrico, Barbara. Di conseguenza la parte settentrionale del ducato di Krosno Odrzańskie (Crossen an der Oder) fu incorporato al margraviato di Brandeburgo nel 1482. La tregua si consumò quando il duca Giovanni II, che continuò i suoi attacchi nei territori limitrofi e nel 1480 invase persino la metà reale boema del ducato di Głogów. Questa azione alla fine portò l'anti-re di Boemia Mattia Corvino alla scena, e nel 1488 conquistò Głogów, depose Giovanni II e rese suo figlio János duca.
Alla morte di Mattia nel 1490 i suoi territori furono riacquistati dal re di Boemia Ladislao II, che concesse il feudo di Głogów ai suoi fratelli, Giovanni Alberto nel 1491 e successivamente Sigismondo nel 1499, entrambi futuri re di Polonia. Nel 1506 il ducato divenne infine un dominio immediato della corona boema, che, dopo la morte del figlio di Vladislao, Luigi II Jagellone nel 1526, fu ereditata dall'arciduca Ferdinando I d'Austria e divenne parte della monarchia asburgica.
Głogów rimase parte della Corona di Boemia nella provincia della Slesia fino alla fine della prima guerra di Slesia nel 1742 quando, come la maggior parte della Slesia, diventò parte del regno di Prussia di Federico il Grande (venne definitivamente confermato dal trattato di Aquisgrana nel 1748). Persino la guerra dei sette anni, non cambiò questo stato. Nel 1815 il ducato (insieme ad altri ducati slesiani) cessò di esistere a causa di una radicale riforma amministrativa. L'intera Slesia fu unificata in un'unica unità amministrativa, la provincia della Slesia (Provinz Schlesien).
Infine, dopo la seconda guerra mondiale i territori della Slesia prussiana ad est della linea Oder-Neisse furono annessi alla Repubblica Popolare di Polonia.